# 神田外語学院
専門学校神田外語学院（せんもんがっこうかんだがいごがくいん、英称：Kanda Institute of Foreign Languages、略称:KIFL）は、東京都千代田区内神田2-13-13にある日本の専門学校。千葉県千葉市美浜区にある神田外語大学は本校の姉妹校。本院には訪日外国人向けの観光案内所を併設されている。

## 交通・アクセス方法
- JR中央線、山手線、京浜東北線神田駅西口下車。徒歩2分。
- 東京地下鉄銀座線神田駅1番出口下車。徒歩3分。

## 沿革
- 1963年 - 神田外語学院（各種学校）として創立。
- 1969年 - 学校法人 佐野学園を設立。
- 1976年 - 学校教育法改正による専修学校制度発足により、専修学校外国語専門課程（専門学校）として認可を受ける。
- 1987年 - 一条校認可の姉妹校 神田外語大学開校。

## 教育および研究

### 組織

#### 昼間部2年制課程
- ビジネスコミュニケーション科
  - ビジネスデザインコース
  - デジタル情報コース
  - エアラインコース
  - トラベルコース
  - ホテルコース
- インターナショナルコミュニケーション科
  - 英語専攻コース
  - 韓国語コース
  - 中国語コース
  - スペイン語コース
  - フランス語コース
  - 国内大学編入コース
- グローバルゲートウェイ科
  - グローバルビジネスコース
  - 海外大学留学コース

#### 昼間部1年制課程
- 英語基礎養成科
- 海外大学留学科

★キャリア日本語科（1年制コース／2年生コース） ※大卒留学生対象

## イベント
学園祭は毎年11月、ハロウィンパーティは毎年10月末に開催される。

## 著名な出身者および関係者
- 大貫亜美
- Jasmine (ダンサー)
- 遠山顕
- DJ KOO
- 今井美樹（中退）
- 湯浅真希